# صموئيل وليامز (دراج)
صموئيل وليامز (بالإنجليزية: Samuel Williams)‏ هو دراج بريطاني، ولد في 18 مارس 1994 في ورسستر في المملكة المتحدة.

## وصلات خارجية
- صموئيل وليامز على موقع نسبة الدراجات (الإنجليزية)